# Pădurea Dorobanțul (sit SCI)
Pădurea Dorobanțul este un sit Natura 2000 de importanță comunitară (ROSCI0423), aflat pe raza județului Teleorman, în aproprierea comunelor Călmățuiu, Crângeni și Slobozia Mândra. Are o suprafață de 647,3 hectare și este constituită în mod preponderent dintr-un amestec de stejar brumăriu cu stejar pufos, cer și gârniță. Aceste specii au fost însă înlocuite pe areale extinse cu salcâm și pin. Din punct de vedere al faunei, specia reprezentativă protejată este Lucanus cervus, rădașca. Pădurea este vulnerabilă în perioadele de secetă.